# Парисув (гміна)
Гміна Парисув (пол. Gmina Parysów) — сільська гміна у центральній Польщі. Належить до Ґарволінського повіту Мазовецького воєводства.
Станом на 31 грудня 2011 у гміні проживало 4097 осіб.

## Площа
Згідно з даними за 2007 рік площа гміни становила 64.31 км², у тому числі:
- орні землі: 78.00%
- ліси: 15.00%

Таким чином, площа гміни становить 5.01% площі повіту.

## Населення
Станом на 31 грудня 2011:
| Опис     | Загалом | Загалом | Чоловіки | Чоловіки | Жінки | Жінки |
| -------- | ------- | ------- | -------- | -------- | ----- | ----- |
| одиниця  | осіб    | %       | осіб     | %        | осіб  | %     |
| все      | 4097    | 100     | 2058     | 50.23    | 2039  | 49.77 |
| міське   | 0       | 100     | 0        |          | 0     |       |
| сільське | 4097    | 100     | 2058     | 50.23    | 2039  | 49.77 |

## Сусідні гміни
Гміна Парисув межує з такими гмінами: Борове, Ґарволін, Лятович, Пілява, Сенниця.